# Costantino XI Lascaris
Costantino XI Lascaris (in greco Κωνσταντίνος Λάσκαρης ?, Kōnstantínos XI Laskaris; Costantinopoli, 1170 circa – Nicea, 19 marzo 1205) è stato un imperatore bizantino.

La frammentazione dell'impero bizantino dopo il 1204: l'impero latino (rosso), l'impero di Nicea (blu), l'impero di Trebisonda (viola) e il despotato d'Epiro (verde scuro); i confini sono molto incerti, in più è anche rappresentato l'impero bulgaro (verde chiaro).

Fu basileus dei romei dal 12 aprile 1204, fino alla sua morte.

## Il breve regno
Mentre Costantinopoli era sotto l'assedio crociato del 1204, Alessio V Ducas, rendendosi conto che non era più possibile salvare la città, salpò per la Tracia il 12 aprile, dove era intenzionato a preparare una controffensiva. Non tutti i sudditi però credevano nella sua impresa, e dopo la sua partenza molti nobili vollero che Costantino XI Lascaris fosse eletto loro Imperatore. Lo stesso patriarca Giovanni X di Costantinopoli era d'accordo per l'incoronazione, che venne effettuata il giorno stesso, in Santa Sofia.
Quando cadde Costantinopoli Costantino si imbarcò per l'Asia minore, verso una piccola provincia che era rimasta bizantina; in quel luogo avrebbe fondato il provvisorio Impero di Nicea, elevando Nicea a sua capitale. Costantino, però, morì in brevissimo tempo, stroncato da una malattia, non riuscendo nemmeno a far coniare delle monete sotto il suo Impero e per questo il suo numero di progressione dinastica non viene riconosciuto dalla maggioranza degli storici, che riconoscono infatti il titolo di Costantino XI a Costantino XI Paleologo, anche se una minoranza di storici lo attribuisce a Lascaris, identificando Costantino XII nella persona di Costantino XI Paleologo. Gli succedette il fratello Teodoro I Lascaris.